# Aeromys
Az Aeromys az emlősök (Mammalia) osztályának a rágcsálók (Rodentia) rendjébe, ezen belül a mókusfélék (Sciuridae) családjába tartozó nem.

## Rendszerezés
A nembe az alábbi 2 faj tartozik:
- Aeromys tephromelas Günther, 1873
- Aeromys thomasi Hose, 1900